# Marko Bošnjak (juge)
Pour l’article homonyme, voir Marko Bošnjak.
Marko Bošnjak (né le 12 mars 1974) est un juriste slovène, juge à la Cour européenne des droits de l'homme, avocat et universitaire. Il a travaillé en tant que chercheur et maître de conférences avant de devenir avocat et finalement juge au niveau international. Le mandat de Bošnjak en tant que juge à la Cour européenne des droits de l'homme débute le 30 mai 2016. En juillet 2024, il est élu président de la Cour. Il termine son mandat le 29 mai 2025.

## Vie et éducation
Marko Bošnjak est né à Ljubljana le 12 mars 1974. Il est diplômé de la faculté de droit de l'université de Ljubljana en 1999 et obtient son diplôme en droit. En 1999 et 2002, il obtient respectivement sa maîtrise et son doctorat en droit dans la même université. Sa thèse de doctorat était intitulée « Le développement de la médecine moderne et du droit pénal ». Il réussit l'examen judiciaire d'État en 2001 avec les plus hautes distinctions.

## Carrière

### Carrière académique
Bošnjak a commencé sa carrière universitaire en 1996 en tant que jeune chercheur, puis en 2002, il continue comme chercheur jusqu'en 2006, date à laquelle il est devenu chercheur principal à l'Institut de criminologie de la faculté de droit de l'université de Ljubljana jusqu'en 2008 En tant que chercheur principal, il préside également son conseil scientifique.
De 2005 à 2015, il est professeur assistant de droit pénal et de criminologie à la faculté de droit de l'université de Ljubljana. Il enseigne également à la faculté des sciences sociales de 2006 à 2012. Puis, il devient professeur associé de droit pénal à la faculté de droit européen de Nova Gorica, où il exerce également les fonctions de chef du département de droit pénal de 2012 à 2016.
Ses principaux domaines d'activité académique comprennent le droit pénal, la procédure pénale, les droits de l'homme, le droit constitutionnel, le droit international et la criminologie.

### Carrière juridique
Bošnjak a rejoint le cabinet d'avocats Čeferin, le plus grand cabinet d'avocats slovène, en 2008, dont il est devenu associé en 2012. Durant son mandat, il est chef des départements de droit constitutionnel et international et avocat spécialisé en matière de droit pénal. Il a représenté des clients dans plusieurs affaires marquantes au niveau national, telles que celle de Franc Kangler, ancien maire de Maribor, Zoran Janković, maire de Ljubljana, Igor Bavčar, ancien ministre de l'Intérieur slovène et chef d'Istrabenz Holding.[réf. nécessaire]
Au niveau international, il représente des clients devant la Cour européenne des droits de l'homme et le Tribunal général de l'Union européenne. En raison de son mandat de juge à la Cour européenne des droits de l'homme, le statut d'avocat de Bošnjak est suspendu depuis 2016.[réf. nécessaire]

### Carrière judiciaire
En 2016, Bošnjak est élu juge de la Cour européenne des droits de l'homme à Strasbourg, en France, au titre de la Slovénie. Il devient vice-président de la section II en 2019, président de la section I en 2022 et vice-président de la Cour en novembre 2022. Finalement, il est élu président de la Cour en mai 2024, et commence son mandat en juillet 2024.
Il préside la Grande Chambre dans l'affaire Hurbain c. Belgique, ainsi que la chambre dans plusieurs arrêts historiques de la Cour, tels que Zurek c. Pologne, Juszczyszin c. Pologne, Tuleya c. Pologne, Safi et autres c. Grèce, Darboe et Camarra c. Italie, et Alhowais c. Hongrie. Il a soumis plusieurs opinions distinctes retentissantes dans divers arrêts historiques de la Cour, notamment Big Brother Watch et autres c. le Royaume-Uni, Murtazaliyeva c. Russie et Zlicic c. Serbie.[réf. nécessaire]
Bošnjak fait partie de la délégation de la Cour lors des visites officielles à la Cour européenne de justice de Luxembourg, à la Cour constitutionnelle fédérale d'Allemagne, à la Cour suprême d'Irlande, en Ukraine, en Andorre, en Lituanie, en Slovénie et ailleurs.[réf. nécessaire]

## Vie privée
Bošnjak est marié à Petra Stanonik Bošnjak, une juriste slovène, avec qui il a quatre enfants.